# GRABAKA
GRABAKA（グラバカ）は、日本の総合格闘技、キックボクシングのジム。代表は菊田早苗。

## 来歴
元々は寝技世界一の異名を持つ菊田早苗を筆頭に構成された寝技主体の総合格闘技のチームで、パンクラスや修斗でフリーの選手として活躍していた格闘家たちが合同練習を行ったのが始まり。当時は練習場所の名をとって「新宿スポーツセンター軍団」と呼ばれていた。2000年6月に正式なチーム結成を発表、結成発表時のメンバーは、菊田早苗、石川英司、須藤元気、松永裕央の4名であった。その後、チーム名を一般公募し、パンクラス公式サイト、格闘技雑誌でファンから公募を受けた中から選ばれ、「GRABAKA」というチーム名が発表された。GRABAKAはグラップリングバカ（寝技狂）あるいはグラウンドバカの略称。
パンクラスのリングを中心に参戦し、外様としてパンクラス直轄のジムであるパンクラスismと対抗戦を行うなど、エース船木誠勝引退後のパンクラスを盛り上げた。2005年5月にパンクラスから独立し、PRIDEやDEEPなどのリングに上がった。
2002年12月2日、中野区東中野にGRABAKAジムをオープンした（2021年5月に営業終了、TRI-FORCE東中野としてリニューアル）。その後、2006年6月にGRABAKA柔術クラブ、2011年3月にGRABAKAジム赤羽、2017年10月にGRABAKAジム東村山、2019年9月にGRABAKAジム練馬、2022年10月にGRABAKAジム郡山をオープンした。
GRABAKA柔術クラブは2009年、2011年の2度、全日本ブラジリアン柔術選手権で団体優勝を果たしている。

## 元所属選手
- 菊田早苗
- 郷野聡寛
- 三崎和雄[5]
- 佐々木有生
- 横田一則
- 山崎剛
- KEI山宮
- 須藤元気
- 石川英司
- 福田力[6]
- 佐藤光芳
- 小池秀信
- 松永裕央
- KAZZ
- ボビー・オロゴン
- アンディ・オロゴン
- 林俊介
- 植田豊